# رنه مورلون
رنه مورلون (فرانسوی: René Mourlon‎؛ ۱۲ مه ۱۸۹۳ – ۱۹ اکتبر ۱۹۷۷) دونده سرعت اهل فرانسه بود.
وی در مسابقات کشوری و بین‌المللی در مجموع برندهٔ ۱ مدال نقره شده‌است.